# Swiss Pain Society
Die Swiss Pain Society (SPS) – bis 2019 «Schweizerische Gesellschaft zum Studium des Schmerzes (SGSS)» genannt – ist eine wissenschaftliche Schmerzgesellschaft in der Schweiz.

## Geschichte und Organisation
Die Swiss Pain Society (SPS) wurde im Jahr 1990 als Kapitel der European Federation of International Chapters (EFIC), welche wiederum einen Teil der IASP International Association for the Study of Pain, darstellt, gegründet. Die SPS verfolgt dieselben Interessen wie EFIC und IASP, ist aber eine eigenständige Gesellschaft, die ihre Aktivitäten den lokalen Umständen anpasst und auch selbständig entscheidet.
Ziel dieser nicht gewinnorientierten Fachgesellschaft ist die Förderung der Forschung im Bereich Schmerztherapie. Die SPS fördert aber auch den Austausch wissenschaftlicher Erkenntnisse und praktischer Erfahrung im Bereich der klinischen Arbeit und unterstützt den Unterricht, Weiter- und Fortbildung in der Schweiz. Die Mitglieder profitieren von medizinischen Informationen im Bereich Schmerztherapie und dürfen sich mit bestehenden Schmerzinstitutionen in Verbindung setzen.
Die SPS strebt einen regen Austausch mit ihren Mitgliedern an, sie möchte die Schmerztherapie in der Schweiz weiterentwickeln und hierdurch den interdisziplinären Behandlungsstandard im Bereich Schmerztherapie stets verbessern.
Im deutsch- und französischsprachigen Raum ist die SPS mit den folgenden Schwesterngesellschaften verbunden. Die SPS sucht mit den Schwesterngesellschaften den regelmässigen Kontakt und veranstaltet gemeinsame Tagungen und Kongresse:
- Deutsche Schmerzgesellschaft e.V.
- Österreichische Schmerzgesellschaft
- Société Française d’Etude et Traitement de la Douleur (SFETD)
- Belgian Pain Society

## Gründung
Die konstituierende Sitzung der Swiss Pain Society fand am 25. Mai 1990 in Interlaken statt. Anlässlich eines Treffens der Mitglieder der Schweizerischen Kopfwehgesellschaft und der Schweizerischen Gesellschaft für Rheumatologen sowie der «Schmerzgesellschaft für Deutschland, Österreich und Schweiz» wurde auf Initiative von einigen Ärzten (u. a. Drazen Mihic) die Notwendigkeit der Gründung einer neuen, nur Schweizerischen Gesellschaft, die sich speziell mit dem Schmerzproblem befasst, erkannt. Während derselben Sitzung wurde der Vorstand der neuen Gesellschaft gewählt: Die Vorstandsmitglieder warenMarkus Felder (1. Präsident), B. Demierre, Rudolf Kissling, . Christian Meyer, Drazen Mihic, Peter Rosatti (2. Präsident) und Jean Siegfried.

## Ziele
Das Ziel der gemeinnützigen Gesellschaft ist die Schmerztherapie in der Schweiz weiterzuentwickeln und hierdurch den interdisziplinären Behandlungsstandard im Bereich Schmerztherapie stetig zu verbessern. Dazu gehört
- die Förderung der Forschung im Bereich der Schmerztherapie,
- der Austausch von wissenschaftlichen Erkenntnissen und praktischer Erfahrung im Bereich der klinischen Arbeit,
- die Unterstützung von Unterricht und Fortbildung zum Thema «Schmerz» insbesondere schweizweit.

## Präsidiale Amtszeiten
1990–1996 | Markus Felder (2 Amtszeiten)
1996–1999 | Peter Rosatti
1999–2005 | Sandro Palla (2 Amtszeiten)
2005–2008 | Eli Alon
2008–2011 | André G. Aeschlimann
2011–2014 | Christine Cedraschi
2014–2017 | André Ljutow
2017–2020 | Konrad Maurer